# Sindacato attori italiani
Il Sindacato attori italiani è stata un'associazione sindacale degli attori italiani.

## Storia
Si costituisce di fatto dopo lo scioglimento della SAI Società attori italiani, l'associazione culturale e professionale che per quasi vent'anni (dal 1960 al 1979) ebbe l'obiettivo di sostenere e promuovere gli interessi sociali, culturali, professionali ed economici degli associati.
Infatti, dopo anni di discussione sui problemi che coinvolsero gli attori italiani dal dopoguerra in poi, la Società fu costituita a Roma, il 26 febbraio 1960, dagli attori Gino Cervi, Arnoldo Foà, Nino Manfredi, Marcello Mastroianni, Enrico Maria Salerno e Giancarlo Sbragia. 
La SAI ebbe immediatamente un fortissimo seguito.
Il primo segretario fu l'avvocato Alberto Cortina (detto Berto) e presidente Gino Cervi. Nel corso delle varie vicende, seguirono come presidenti Vittorio Gassman, Ivo Garrani, Riccardo Cucciolla e come segretari l'avvocato Giovanni Arnone, Enzo Bruno, Daniela Diviso e Tonino Pavan che ne fu l'ultimo rappresentante il quale, nel 1979, nell'assemblea del 7 e 8 luglio, alla sala Borromini di Roma, provocò di fatto, con la sua tesi votata al 75%, lo scioglimento dell'associazione. Da mettere in risalto il fatto che il dibattito ebbe vasta eco, coinvolgendo più in generale anche il mondo della cultura. Tanto più che sul fronte opposto della sindacalizzazione proposta da Pavan e dall'attore e regista Bruno Cirino (all'epoca uno dei volti televisivi, teatrali e cinematografici più famosi in Italia) e dall'attrice Edmonda Aldini, stava il "padre" del cinema politico, Gian Maria Volonté, spalleggiato dal cineasta Nanni Loy (vedi articolo allegato). Aggiungiamo, per dovere di cronaca e di verità, che anni dopo, a seguito del fallimento del processo di sindacalizzazione, Tonino Pavan pubblicamente affermerà che Volonté aveva avuto ragione a dubitare della capacità del sindacato di comprendere appieno la complessità e la particolarità della categoria attorale all'interno della realtà dello spettacolo italiano.  
La tesi fu accolta (sindacalizzazione e seconda affiliazione alla FILS CGIL -Federazione dei Lavoratori dello Spettacolo) e Pavan divenne Coordinatore Nazionale responsabile del neo sindacato. (Rif. Quotidiani dell'epoca, fra i quali: l'Unità, archivio storico, 10 luglio 1979 – Pag.9, “Gli attori scelgono il sindacato” di g. cer.”).
L'acronimo SAI, con l'affiliazione alla federazione dello spettacolo della CGIL è stato mantenuto, e una gran parte degli attori Italiani si iscrisse al neo Sindacato Attori Italiani FILS CGIL.
Nel 1988 al termine di una lunga fase costituente il Sindacato Attori si struttura ed elegge il suo primo Segretario Generale: Pino Caruso.
L’attività di quegli anni, oltre a portare avanti le rivendicazioni di carattere contrattuale, si caratterizzò per affermare il riconoscimento e la tutela del diritto connesso, e conseguentemente, per ricevere compensi a fronte di riproduzioni audio-visive. 
Il principio, recepito dalla legislazione italiana, rappresenta il conseguimento di uno dei traguardi più significativi delle battaglie sindacali del periodo. 
Per l’esigibilità di tale diritto era stato fondato, nel 1977, l’Istituto Mutualistico Artisti Interpreti Esecutori (IMAIE).
Il secondo congresso del SAI, nel 1994, elegge Segretario Generale Massimo Ghini. L’attenzione verso i diritti e le tutele degli attori, nell’ottica di una rapida integrazione europea, spingono il SAI a stringere i rapporti con la Federazione Internazionale degli Artisti (FIA) che rappresenta più di cento sindacati ed associazioni professionali di artisti interpreti nel mondo. E’ attraverso la Federazione internazionale che gli attori si organizzano per fronteggiare i problemi di una società sempre più globalizzata.
Nel giugno 2000, è Sergio Cofferati a presiedere i lavori del terzo congresso del Sindacato Attori Italiano, dove Massimo Ghini assume il ruolo di Presidente, mentre l’incarico di Segretario Generale è affidato a Massimo Cestaro.
Il Sindacato Attori entra nel nuovo millennio con alle spalle un secolo di lotte che proseguono e si rinnovano fino ai nostri giorni, tra le più importanti: la conquista del primo Contratto Collettivo Nazionale di Lavoro del settore Doppiaggio.
Il Direttivo Nazionale del SAI, riunito a giugno 2005, elegge con voto unanime Maurizio Feriaud nell’incarico di Segretario Generale in sostituzione di Massimo Cestaro chiamato a nuovo incarico nella segreteria SLC.
Il 26 ottobre 2012 il Congresso Straordinario del Sindacato Attori Italiani avviò il percorso di scioglimento dello stesso SAI. Il 20 maggio 2013, con il VI Congresso Nazionale Straordinario del SAI SLC CGIL, il Sindacato Attori Italiani fu sciolto per confluire nella Categoria Nazionale di SLC CGIL, all'interno della quale viene costituita la SAI: Sezione Attori Italiani. Ad oggi l'Area, relativa alla Produzione Culturale, tutela tutte le figure artistiche e tecniche del settore. Dopo oltre 70 anni dalla sua nascita, la storica sigla lascia il posto ad un settore dalle tutele più ampie, per rimanere comunque per sempre nella memoria sindacale del Paese. 